# Le Jardin du Michel
Pour les articles homonymes, voir JDM.
Le festival du Jardin du Michel ou JDM (anciennement Au fond du Jardin du Michel) se déroule tous les ans jusqu'en 2016 à Bulligny (Meurthe-et-Moselle), et depuis l'édition 2017 à Toul.
Il est consacré aux musiques actuelles. Sa programmation est composée d'artistes français et internationaux, aux styles variés : rock, reggae, electro, etc. Il se déroule en plein air. La fréquentation du festival est d'environ 20 000 personnes.

## Historique
Le festival est organisé dans le village de Bulligny en Meurthe-et-Moselle. À l'origine, il est baptisé « Festival à cent balles » et sa programmation est surtout axée sur le rock. Le festival change de nom en 2005. Thierry Berneau, l'un des cofondateurs, adopte l'appellation « Au fond du Jardin du Michel », en référence au terrain sur lequel a lieu la manifestation.
Depuis 2008, l'évènement est organisé en dehors du village. La structure associative qui l'organise se professionnalise avec la création de la société coopérative d'intérêt collectif Turbul'lance. Le JDM collabore avec des partenaires privés, il reçoit notamment le soutien financier de la Caisse d'épargne Lorraine Champagne-Ardenne. Les organisateurs disent revendiquer « le label éco-festival » et vouloir sensibiliser le public au développement durable. En 2009, les buvettes distribuent des gobelets biodégradables, des toilettes sèches sont installées ainsi que des points de tri sélectif.
En 2010, le JDM enregistre 13 500 entrées. En 2011, 22 500 spectateurs assistent au festival, qui se déroule sur trois jours. Le budget s'élève à 850 000 euros, dont un tiers est consacré au secteur artistique.
En 2012, le budget et la fréquentation sont stables. Selon les organisateurs, la manifestation est auto-financé à 84 %. Ils annoncent que 4 300 des 23 000 spectateurs ont acquis un pass trois jours et que le public est constitué pour moitié d'étudiants. Le festival emploie trois personnes à plein temps et 500 bénévoles participent à son organisation. Il dispose de deux scènes, ainsi que d'un camping accueillant les visiteurs, auxquels des animations sont proposées. La programmation est constituée d'artistes hip-hop et reggae, français et étrangers, avec le groupe américain Cypress Hill en tête d'affiche.
L’édition 2022 crée un gouffre financier pour Turbul’lance, la structure porteuse, n’ayant réuni que 10 000 festivaliers sur les 18 000 attendus. La survie du festival étant menacée, un appel aux dons est lancé et Turbul’lance organise un concert de soutien le 29 octobre 2022. Celui-ci est finalement annulé par manque de réservations.

## Programmation

### Années 2000

#### Affiche 2005
Du 4 au 7 mai 2005
Luke, Matmatah, Les Tambours Du Bronx, La Rue Kétanou, Jamait, The Skatalites, Deportivo, Israel Vibration, Jorane, No One Is Innocent, Mell, Wally, The Sunday Drivers, Stéphane Mellino (ex Les Négresses Vertes), Conscience Tranquille, Mange Moi, X-Vision…

#### Affiche 2006
Du 24 au 27 mai 2006
Raphael, The Rasmus, Blankass, Anaïs, Sergent Garcia, Patrice, The Presidents of the USA, Les Hurlements d’Léo, Jamaica All Stars, Mon Côté Punk, Les Trois Accords, Kill The Young, No Relax, Christophe Mali, Balbino Medellin, Dahlia, Les Fils de Teuhpu, Le Nombre…

#### Affiche 2007
Du 25 au 27 mai 2007
Jacques Higelin, Sanseverino, Les Wampas, No Relax, The Congos, Percubaba, BB Brunes, Eiffel, Katel, Les Caméléons, Mell, Rachid Wallas, Les Fils de Teuhpu, Tétard, P’tit Jezu, The Elektrocution, Mad Sheer Khan, NH24, Lucky Looser, Samba Belo Horizonte, Blueskarach’, Ugly Ducks, Nagas, Lady Brings Bad News, DJ La Teuf, Java…

#### Affiche 2008
Du 9 au 11 mai 2008
Alpha Blondy, Grand Corps Malade, Rose, AaRON, Les Têtes Raides, Le Peuple de l’Herbe, Horace Andy & Dub Asante Band, Svinkels, Pigalle, Les Wriggles, Bumcello, Love Trio In Dub feat. U-Roy, Empy, Stuck in the Sound, Miloopa, Epoc Live, Gentle Mystics, Sant’Antonio Stuntmen, The Broken Faith In Saints, Dub In VO, 2TH, SF5X, Frognstein, Yaro, Pitou, La Place du Kif, Yes Boss, Alex Toucourt, Torm.

#### Affiche 2009
Du 7 au 9 mai 2009
IAM, Emir Kusturica And The No Smocking Orchestra, Dub Inc, Anis, Asian Dub Foundation, Caravan Palace, Arno, Toots and the Maytals, Massilia Sound System, Abd Al Malik, DJ Zebra, Beat Torrent, Fumuj, Naive New Beaters, Debout sur le Zinc, Moussu T e lei Jovents, La Casa Bancale, Iraeverscible, Stratégie de paix, Lyre Le Temps, Machine Gun Kelly, Chapelier Fou, Les Garçons Trottoirs, La Place du Kif, Tournelune, Les Papillons, Lova Mi Amor.

### Années 2010

#### Affiche 2010
Du 13 au 15 mai 2010
De La Soul, Olivia Ruiz, Laurent Garnier (Live), Gogol Bordello, Ska-P, Gentleman, Féfé, Balkan Beat Box, Hocus Pocus, Yodelice, Nneka, Max Romeo, Danakil, Craftmen Club, Sexy Sushi, Wankin Noodles, Pulpalicious, Den Sorte Skole, Colt Silvers, Abstract Sound Project, Filiamotsa, Alex Toucourt, Irie Crew, Ddum Spiro Spero, Rouler Pinder, Flying Orkestar, Chickfight, Fafa Mali.

#### Affiche 2011
Du 2 au 4 juin 2011
The Bloody Beetroots (Death Crew 77), Patrice, AaRON, Groundation, Sinsemilia, Les Ogres De Barback, Chinese Man, High Tone, Tiken Jah Fakoly, Raggasonic, La Phaze, Beat Torrent, The Gaslamp Killer, Lexicon, The Inspector Cluzo, GaBlé, Who Knew, Plus Guest, Leif Vollebekk, Heartbeat Parade, King Automatic, The Aerial, Backstage Rodeo, The Yupps, Swif Nebaza, Mauvaise Herbe, Sam Gratt.

#### Affiche 2012
Du 1er au 3 juin 2012
Cypress Hill, Stephen Marley, Yuksek, Shaka Ponk, Orelsan, Caravan Palace, Asian Dub Foundation, Anthony B, Assassin, Puppetmastaz, Inna De Yard, C2C, Shantel & Bucovina Club Orkestar, 1995, Nasser, BRNS, Dope D.O.D, School Is Cool, Fumuj, The Yokel, Marie-Madeleine, Flying Donuts, Slit Plasters, Aud, My Perfect Body, Voodoo Clan, La Tchav’ Project, Irie Crew (Warm Up).

#### Affiche 2013
Du 31 mai au 2 juin 2013
IAM, Archive, Vitalic VTLZR, Birdy Nam Nam, Dub Inc, Tricky, Keny Arkana, Wax Taylor, Groundation, Sebastian, Babylon Circus, Foreign Beggars, Christine, Carbon Airways, Juveniles, Nemir, Superpoze, Capture, Stig of the Dump, Roscoe, Jesus Christ Fashion Barbe, Art District, Telemaque, Hoboken Division, Mutiny On The Bounty, Laura Cahen, Minimal Quartet, Weekend affair, S.Mos, Dj Nelson, DJ Reno, Daikiri, Le Singe Blanc, Gregaldur, M. Le Directeur, Les Sœurs Tartellini, My!Laika, Cirque Gones, Cie Matiere Premiere, Cie Toi d’abord.

#### Affiche 2014
Du 6 au 8 juin 2014
Alice Cooper, The Offspring, Skip The Use, FFF, Klangkarussell, Method Man & Redman, Biga*Ranx, Alpha Blondy, Danakil, La Rue Kétanou, Les Ogres de Barback & La Fanfare Eyo’nle, Kaly Live Dub, Lyre Le Temps, D-Bangerz, Murkage, Tha Trickaz, Kid Karate, Grand Blanc, Dead Stereo Boots, Blondstone, Seed To Tree, Tournée Générale, Vundabar, Coco Business Plan, Illbilly Hitec, Acorps de Rue, Monofocus, Luna Gritt, Jarring Effects Label Party, Flying To Jamaica, Gendarmery, Les Demi-Frères Grumaux, Eyetiti, Cirque Sans Nom, Underclouds Cie, Alek et Les Japonaises, David Betta.

#### Affiche 2015
Du 5 au 7 juin 2015
Louis, Matthieu Joseph & Anna Chedid, Selah Sue, Joeystarr & Nathy (Tüco) X DJ Pone X Cut Killer X B.A.G.A.R.R.E, Asaf Avidan, Charlie Winston, EZ3kiel, Étienne de Crécy présente Super Discount 3, Lilly Wood and the Prick, Steel Pulse, High Tone feat. Oddateee, No One Is Innocent, Israël Vibration, Salut C’est Cool, Big Red, La Fine Équipe, Chapelier Fou, Massilia Sound System, The Wanton Bishops, Laetitia Shériff, Arita Chante Lhasa, Mutiny on the Bounty, The Moon Drivers, Dirty Work Of Soul Brothers, The Wise Dude’s Revolver, M.A Beat!, Gueules D’aminche, Monty Picon, Reggae Sun Ska Party!, La Main S’affaire, Cie Ahoui, Cumbia Cabana, M. Le Directeur.

#### Affiche 2016
Du 3 au 5 juin 2016
Manu Chao (La Ventura), Nekfeu, Gramatik, H.F. Thiefaine, Patrice, Rone, Biga*Ranx, Pfel & Greem (C2C), Dubioza Kolektiv, Steve’N’Seagulls, Last Train, Victoria+Jean, Ocean Wisdom, Gerard Baste (DJ Set) + Dr Vince + Xanax, DJ Netik, Al & The Black Cats, Dirty Deep, Johnny Mafia, Oldschool Is Cool, Flying To Jamaica, Reid Hope King, Young Ice’s Babe, La P’tite Sœur, Incredible Polo, The Yokel, Respublica Von Taztika, D-Track, Son Del Salon, Tonton Suzanne, Prisca de Grimon, Raymon Raymondson, Nicolas Turon.

#### Affiche 2017
Du 2 au 4 juin 2017
Première édition à Toul.
Sum 41, Peter Doherty, Nuit Sauvage : [Feder + Jabberwocky + 2manydjs], Dilated Peoples, Tryo, Matmatah, Lorenzo, Little Big, GiedRé, Holy Two, Lucille Crew, Black Tiger Sex Machine, David Vincent & ses Mutants, Flying Orkestra, Berywam, Amoure, Sunx, Bambou, French Fuse, Dare [Da Yan & Reno], Ginger Mccurly, Shizzy Dem, Gun Saloon Especial, La Face Sonore, La Fanfare Couche Tard, Batucada Del Mondo.

#### Affiche 2018
Du 1er au 3 juin 2018
IAM, The Bloody Beetroots, Chinese Man, Vald, Panda Dub (Circle Live), Polo & Pan (Live), Hyphen Hyphen, Salut C’est Cool, Therapie TAXI, Klub des Loosers, Jahneration, La Smala, Marcel et son orchestre, Angèle, Soviet Suprem, Leska, Julien Granel, Plage Club, Les Garçons Trottoirs, Tequilasavate y su Hijo Bastardo, KIKESA, La P’tite Sœur, PVLSAR, BEN plg, Freez, Deni’s Band.

#### Affiche 2019
Du 31 mai au 2 juin 2019
Duc Inc, Therapie TAXI, Skip The Use, Caravan Palace, Caballero & JeanJass, Trois Cafés Gourmands, Hoshi, Gringe, Vladimir Cauchemar, Collectif 13, Vandal, Cadillac (Stupeflip), Bagarre, La P’tite Fumée, MNNQNS, Le Grôs Tour, Acorps de Rue, Yseult, Fergessen, M.O.K.O, Maz, Melatonine, R.Can, Lova Mi Amor, Axmos, Toxic Kiss, The Wipes, Batucada Del Mundo.

### Années 2020

#### Affiche 2020
Du 29 au 31 mai 2020
En raison de la crise sanitaire Covid-19 cette édition a été reportée du 4 au 6 juin 2021, puis du 3 au 5 septembre 2021.
Cette édition aurait dû accueillir :
Petit Biscuit, Naâman, PLK, La Rue Kétanou, Dionysos, Cali, Biga*Ranx, Dubioza Kolektiv, Yuksek, KIKESA, 47Ter, Aloïse Sauvage, Blankass, SÜEÜR, Lord Esperanza, KO KO MO, Raggatek Live Band, Magenta, Bootleggers United, Lyre Le Temps, The Trouble Notes, Lénine Renaud, La Place du Kif, Morik, BEN plg, Les Swingin’ Preacher & les orchestres à l’école de Toul, Batucada Del Sol.

#### Affiche 2021
Du 3 au 5 septembre 2021
En raison de la crise sanitaire Covid-19 cette édition était initialement prévu du 29 au 31 mai 2020, puis du 4 au 6 juin 2021. En raison des contraintes sanitaires imposées par le Gouvernement elle a eu lieu en « Limited edition ».
Tryo, Naâman, 47Ter, Dirtyphonics, La Rue Kétanou, Biga*Ranx, KIKESA, Last Train, KO KO MO, Demi Portion, Bandit Bandit, French Fuse, Lyre Le Temps, Bootlggers United, La Place du KiF, Morik, Bobine de Cuivre, Seluj & Léon X Shoka, La Zintrie (avec Asthm, Awild, Axmos, Janovski, KX Chronicles, Madadrive, Teh Climax, TITVS, Toxic, Zeleke), DJ Zebra, DJ Prosper, une battle de breakdance par la MJC de Toul, Batucada Del Sol.

#### Affiche 2022
Du 3 au 5 juin 2022
Ska-P, Roméo Elvis, Gaël Faye, Deluxe, Bakermat, Dubioza Kolektiv, Jahneration, Lujipeka, Pfel & Greem (C2C), Laeti, Poupie, Rouquine, Michel, Ryon, Petit K, Ezpz, Angle Mort & Clignotant, Missah&Weedo, Lass, La tournée du bocal, Mojo Sapiens, Shewolf, Brother & Brother, Madeleine, Baleine

#### Affiche 2023
Le festival a lieu du 2 au 4 juin 2023, avec les groupes et artistes suivants :
vendredi 2 juin : Gogol Bordello, Patrice, Danakil, Youssoupha (annulé), Médine, La P'tite Fumée, Mystically, Legal Shot Ft. Lasai, Dub-Stuy, Breezak Bass, Dødø
samedi 3 juin : Matmatah, Suzane, Steve'n'Seagulls, Broussaï, Tha Trickaz, Chiloo, Dubmatix, Le Bard, Kaynixe, M.O.K.O DJ Set, Maeva
dimanche 4 juin : Papa Roach, Skip the Use, Cali, Mademoiselle K, Kalika, The Yokel, Snap Border, Collectif Virgae, Cie Atoll K., Danse à l'école

#### Affiche 2024
L'édition est prévue du 31 mai au 2 juin 2024. En raison des dégâts provoqués par les intempéries des jours précédents, l'organisation a annulé la totalité du festival.
- Vendredi 31 mai : Dub Inc, Georgio, Tiken Jah Fakoly, Rakoon, 2th, DJ Vadim, DJ Hype, Sika Rlion, Demkaz, Le J.O., Rock'N'Puppets
- Samedi 1er juin : Jain, Royal Republic, Feder, Bianca Costa, Train Fantôme, Jael, Bakû, Ex-Echo, First Rage, DJ Labah, Allivm, Rock'N'Puppets
- Dimanche 2 juin : Grand Corps Malade, Pierre De Maere, Féfé, Tagada Jones, Les 3 Fromages, Alee & Mourad Musset (de La Rue Kétanou), Tetra Hydro K, Dog'N'Style, Rock'N'Puppets, Les Enflammées